# Bulletin of the Atomic Scientists
Bulletin of the Atomic Scientists (česky Bulletin amerických jaderných vědců) je netechnický akademický žurnál publikovaný společností Taylor & Francis, který se zabývá globální bezpečnostní a problémy veřejné politiky spojené s nebezpečími plynoucími z jaderných a ostatních zbraní hromadného ničení, současné změny klimatu, vznikajících technologii a nemocí. Časopis je publikován od roku 1945, kdy byl založen účastníky Projektu Manhattan po atomovém bombardování Hirošimy a Nagasaki jako Bulletin of the Atomic Scientists of Chicago.